# YOHO Town
YOHO Town（前稱新時代廣場）位於香港新界元朗區元龍街8號，鄰近元朗港鐵站及形點YOHO MALL商場。是新鴻基地產的大型綜合城市計劃YOHO系列的第一期住宅項目。以「WANNA BE PART OF IT」 為屋苑宣傳口號。項目在2003年7月首次開售，2004年9月入伙。管理公司為發展商旗下的啟勝管理服務。

## 住客會所
YOHO Town會所名為YOHO Club，斥資$1億興建，連同平台花園面積逾20萬平方呎。會所包括「YOHO水世界」、「無時限開心地帶」及「高智能會所」。YOHO水世界內包括5個不同類型的泳池，包括50米長室外泳池、25米室內恆溫泳池、小童池、恆溫寶貝嬉水池，以及區內首創的玻璃屋水療按摩池。無時限開心地帶為24小時開放，內設美食餐飲、美式桌球、健身設備、極速上網設備、表演台，63吋Plasma等。整個屋苑鋪砌光纖網絡，YOHO Club亦設有無線上網系統及多媒體中心。

## 售樓手法
2002年5月，無綫電視電視遊戲節目《一觸即發》冠名贊助。
2003年正值香港經濟不景，沙士剛結束時期，發展商同年7月開售時採用低價策略推售樓盤，希望達到「薄利多銷」效果。以「WANNA BE PART OF IT」 為屋苑宣傳口號。首批16個公開發售單位，即供平均呎價為1,560元；最低呎價為1,399元，入場費僅73.7萬元，創下亞洲金融風暴爆發後銀碼最低及香港回歸後入場費最低的新盤。